# Криспин, Роберт
Робер Криспин  по прозвищу Франкопулос (фр. Crépin умер в 1072 г.) —  нормандский наёмник, сражавшимся в Реконкисте и Византийской империи.

## Ранние годы
Был сыном Гилберта Криспина. У него было два старших брата, Жильбер, сеньор Тилье и Уильям, который стал сеньором в Нофле (Нофль-Сен-Мартен или Нофль-Оверньи), а также две сестры: Эмма и Эсилия. Будучи младшим сыном, не имевшим наследства, покинул Нормандию и, по-видимому, отправился в Южную Италию, которую в это время завоевывали нормандцы из рода Готвиль.  В 1064 году принял участие в военной экспедиции в Барбастро, которую иногда называют протокрестовым походом, где сыграл важную роль и, возможно, был лидером нормандского войска.

## Служба в Византийской империи
Затем Роберт вернулся в Южную Италию и поступил на службу в Византийскую империю. Известно, что он стал предводителем отряда нормандцев, расквартированного в Эдессе под командованием Исаака Комнина. В 1069 году после непродолжительного восстания из-за спора о вознаграждении был арестован императором Романом Диогеном. В 1071 году Роберт возвратился из изгнания и присоединился к другому восстанию под предводительством византийских полководцев, после чего заслужил почетное место при дворе узурпатора Михаила VII Дуки. В дальнейшем сражался против вторгшихся турок-сельджуков, а затем под предводительством Михаила Дуки против Романа после того, как последний был разгромлен в 1071 году в битве при Манцикерте. Победив Романа,  вернулся в Константинополь, где, как предполагается, был отравлен около 1072 года. Его преемником на посту лидера нормандских наемников стал Руссель де Байёль.